# Morte de Ayrton Senna
A morte de Ayrton Senna ocorreu em 1 de maio de 1994, como resultado de uma colisão entre o carro do piloto brasileiro Ayrton Senna e uma barreira de concreto, enquanto participava do Grande Prêmio de San Marino, no Autódromo Enzo e Dino Ferrari, em Ímola, na Itália.
No dia anterior, Roland Ratzenberger (Simtek) morreu quando seu carro bateu durante a qualificação para a corrida. Seu acidente e o de Senna foram os piores entre os vários acidentes ocorridos naquele fim de semana e foram os primeiros acidentes fatais ocorridos em uma corrida oficial de Fórmula 1 em 12 anos. Eles se tornaram um divisor de águas na segurança do esporte, o que levou a implementação de novas medidas de segurança e reformulação da Grand Prix Drivers' Association.
Desde então, apenas Jules Bianchi morreu devido a um acidente em pista na F1. O piloto francês sofreu um grave acidente no Grande Prêmio do Japão, em 5 de outubro de 2014, sendo declarado morto em julho de 2015.

## Antecedentes
Na terceira corrida da temporada, o GP de San Marino, em Ímola, Senna declarou que esta deveria ser a corrida de início da temporada para ele, pois não havia terminado as anteriores e agora faltavam apenas quatorze corridas. Senna mais uma vez conquistou a pole, mas o fim de semana não seria tão fácil. Ele estava particularmente preocupado com dois eventos. Um deles, na sexta-feira, durante a sessão de qualificação da tarde, o piloto brasileiro Rubens Barrichello, envolveu-se em um grave acidente perdendo o controle de sua Jordan nº14, passou por cima de uma zebra e voou da pista, chocando-se violentamente contra uma barreira de pneus. Barrichello saiu desse acidente com pequenas escoriações e o nariz quebrado, ferimento suficiente para impedi-lo de correr no domingo. Senna visitou seu amigo no hospital - ele pulou o muro depois que foi impedido de visitá-lo pelos médicos - e ficou convencido de que as normas de segurança deveriam ser revisadas.

A Curva Tamburello em 1994.

Mudanças feitas no autódromo Enzo e Dino Ferrari depois dos acidentes de 1994.

O segundo ocorreu no sábado, durante os treinos livres, quando o austríaco Roland Ratzenberger, correndo pela Simtek, bateu violentamente na curva Villeneuve num acidente que começou a se formar na fatídica curva Tamburello, quando a asa dianteira de seu carro se soltou fazendo-o perder o controle do veículo. Levado ao Hospital Maggiore de Bolonha, ele faleceu 8 minutos depois. Essa foi a primeira morte de um piloto na pista em oito anos - desde que a FIA adotara sérias medidas de segurança. Senna convenceu os oficiais de pista a levá-lo ao local do acidente para ver ele mesmo o que poderia ter acontecido e essa ousadia lhe custou mais uma advertência e algum desgaste na sua atribulada relação com a FIA.
Senna passou o final da manhã reunido com outros pilotos, determinado a recriar a antiga Comissão de Segurança dos Pilotos, a fim de melhorar a segurança na F1. Como um dos pilotos mais velhos, ele se ofereceu para liderar esses esforços. Apesar de tudo, Senna e todos os outros pilotos concordaram em correr. Ele saiu em primeiro, mas J.J. Lehto deixou "morrer" sua Benetton, fazendo os outros pilotos desviarem dele. Porém, Pedro Lamy, da Lotus-Mugen-Honda, bateu na parte traseira de Lehto, o que levou um carro de segurança à pista por cinco voltas. Esse acidente também acabou ferindo 4 espectadores que foram atingidos pelos destroços.

## Acidente
Na sexta volta a corrida foi reiniciada, e na abertura da sétima volta Senna rapidamente fez a melhor volta da corrida então abrindo em relação a Schumacher. Senna iniciara o que seria a sua última volta na F1; ele entrou na curva Tamburello (a mesma onde bateu Nelson Piquet com a Williams em 1987 e Berger com a Ferrari em 1989) e perdeu o controle do carro, seguindo reto e chocando-se violentamente contra o muro de concreto. A telemetria mostrou que Senna, ao notar o descontrole do carro, ainda conseguiu, nessa fração de segundo, reduzir a velocidade de cerca de 300 km/h (195 mph) para cerca de 200 km/h (135 mph). Os oficiais de pista chegaram à cena do acidente e, ao perceber a gravidade, só puderam esperar a equipe médica. Por um momento a cabeça de Senna se mexeu levemente, e o mundo, que assistia pela TV, imaginou que ele estivesse bem, mas esse movimento havia sido causado por um profundo dano cerebral. Senna foi removido de seu carro pelo Professor Sid Watkins, neurocirurgião de renome mundial pertencente aos quadros da Comissão Médica e de Segurança da Fórmula e chefe da equipe médica da corrida, e recebeu os primeiros socorros ainda na pista, ao lado de seu carro destruído, antes de ser levado de helicóptero para o Hospital Maggiore de Bolonha onde, poucas horas depois, foi declarado morto.
Mais tarde o Professor Watkins declarou:
| “ | Ele estava sereno. Eu levantei suas pálpebras e estava claro, por suas pupilas, que ele teve um ferimento maciço no cérebro. Nós o tiramos do cockpit e o pusemos no chão. Embora eu seja totalmente agnóstico, eu senti sua alma partir nesse momento. | ” |

Foi encontrado no carro de Senna uma bandeira austríaca que, em caso de uma possível vitória, o tricampeão a empunharia em homenagem ao austríaco Roland Ratzenberger, morto um dia antes.

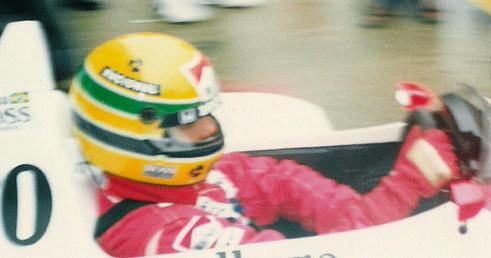
Senna em sua McLaren.

Foi um GP trágico. Além do acidente de Barrichello e das mortes de Senna e Ratzenberger, o acidente entre J.J. Lehto e Pedro Lamy fez arremessar dois pneus para a arquibancada, ferindo vários torcedores. O italiano Michele Alboreto, da Minardi, perdeu um pneu na saída dos boxes e se chocou contra os mecânicos da Ferrari, ferindo também um mecânico da Lotus. Logo após o acidente de Senna, durante alguns minutos, as comunicações no circuito entraram em colapso, permitindo que o piloto Érik Comas, da equipe Larrousse, deixasse o pit-stop e retornasse à corrida quando ela já havia sido interrompida. Comas somente entendeu o que estava acontecendo quando os fiscais de pista mais próximos ao acidente tremularam nervosamente suas bandeiras vermelhas indicando-lhe a situação. Se não fosse por essa atitude, ele poderia ter se chocado com o helicóptero que se encontrava pousado no asfalto da pista aguardando para levar Senna ao hospital.
A imagem de Ayrton apoiado na sua Williams, flagrado pelas tevês, com o olhar distante e perdido, pouco antes do início do GP, ficaria marcada para sempre entre seus fãs. No Brasil, ficou muito difundida uma frase dita pelo jornalista Roberto Cabrini ao Plantão da Globo, boletim de notícias extraordinário da Rede Globo. Logo após a confirmação da morte de Ayrton, pelo hospital, Cabrini noticiou dizendo, por telefone:
| “ | "Morreu Ayrton Senna da Silva... Uma notícia que a gente nunca gostaria de dar." | ” |

## Investigações

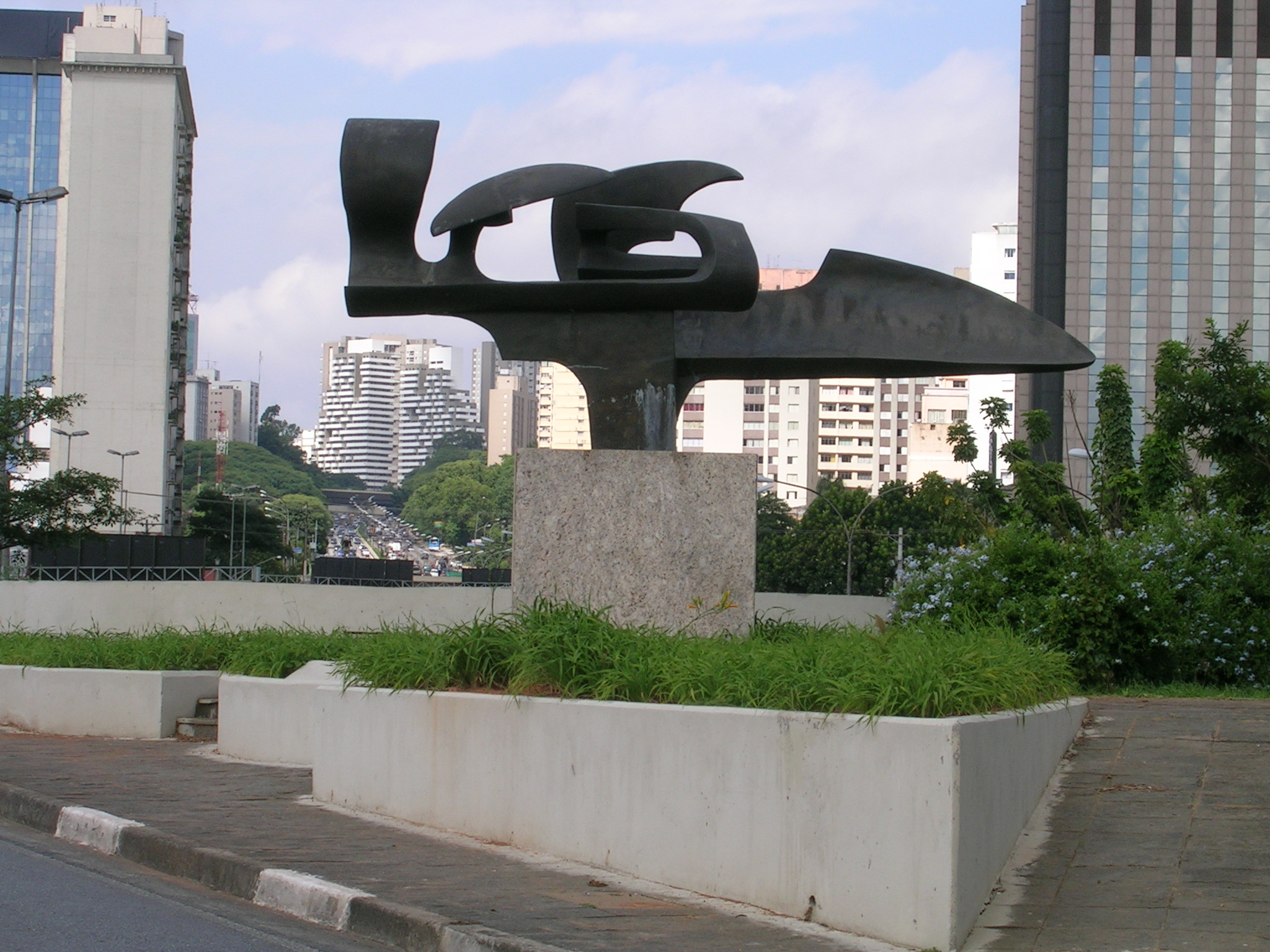
Monumento a Ayrton Senna, de Melinda Garcia, instalado na entrada do túnel sob o Parque Ibirapuera, São Paulo.

De acordo com a perícia, Senna perdeu o controle do carro devido à quebra da coluna de direção do seu Williams. O documento sugere que houve negligência dos técnicos da equipe numa reparação feita na coluna de direção. Em novembro de 1996, a denúncia do promotor Maurizio Passarini foi acolhida pelo juiz Diego Di Marco. Frank Williams, Patrick Head, Adrian Newey, Federico Bondinelli (um dos responsáveis pela empresa que administrava o autódromo de Ímola), Giorgio Poggi (o responsável pela pista), Roland Bruinseraed (o diretor da prova), e o mecânico que soldou a coluna de direção do Williams foram indiciados por homicídio culposo, por negligência e imprudência. Porém, em dezembro de 97, o juiz Antonio Constanzo absolveu os acusados.
Em 2004, o programa "Seismic Seconds" ("Seconds From Disaster") da National Geographic produziu um episódio denominado "A morte de Ayrton Senna", transmitido para o mundo inteiro. A produção considerou os dados disponíveis do carro do brasileiro para reconstituir a sequência de eventos que o conduziu ao acidente fatal. O programa concluiu que o longo período que o carro de de segurança permaneceu na pista, fez reduzir as pressões nos pneus de Senna, abaixando o carro. Com o carro mais baixo, o chassi tocou o solo, fazendo o carro saltar e tornando a direção incontrolável. Senna teria reagido, mas, com os pneus travados, ele foi arremessado para fora da curva. Segundo a conclusão do programa, se as reações do piloto tivessem sido mais lentas, ele talvez pudesse ter sobrevivido. Pilotos e especialistas em Fórmula 1 consideram parte dessa teoria como improvável, pois os pneus de Fórmula 1 se aquecem até a temperatura ideal, depois de percorrer apenas 2 km, meia volta no circuito de San Marino, assim na volta 7 os pneus do carro de Ayrton Senna já estariam aquecidos.
Em abril de 2002, o FW16 pilotado por Senna foi devolvido para a Williams. A equipe informou que o carro estava em avançado estado de deterioração e foi posteriormente destruído. O capacete de Senna foi devolvido à Bell, e foi incinerado. O motor do carro foi devolvido para a Renault, e seu destino é desconhecido.

### Discussões
Senna tinha 34 anos quando morreu. Sua morte aconteceu porque com o impacto da batida no muro, um pedaço da suspensão dianteira direita se partiu, transformando-se em uma espécie de lança que penetrou o visor do capacete e adentrou a órbita acima do olho direito, danificando irreversivelmente o lobo frontal.
Na análise dos médicos na pista, no hospital e na autópsia, depois de constatada a morte cerebral, foram percebidos três graves traumas: além do dano no lobo frontal, um grande choque que provocou fraturas na têmpora e rompeu a artéria temporal e uma fratura na base do crânio, devido à potência do impacto. Tanto a FIA quanto as autoridades italianas mantiveram a versão de que Senna não morreu instantaneamente, e sim no hospital, para onde fora levado rapidamente de helicóptero. Existe uma interminável discussão entre as autoridades a esse respeito.
Ainda se discute por que Senna não foi declarado morto na pista. Especula-se que isso se deve à lei italiana que diz que, quando uma pessoa morre em um evento desportivo, essa morte deve ser investigada, fazendo com que o evento seja cancelado. O diretor do Instituto de Medicina Legal do Porto (Portugal), o professor José Eduardo Pinto da Costa, informa o seguinte:
| “ | Do ponto de vista ético, o tratamento dado a Senna foi errado. Isso se chama distanásia, que significa que uma pessoa esteve mantida viva impropriamente depois que a morte biológica devido aos ferimentos de cérebro tão sérios que o paciente nunca poderia permanecer vivo sem meios mecânicos da sustentação. Não haveria nenhuma perspectiva de vida normal. Mesmo se ele tivesse sido removido do carro quando seu coração ainda estava batendo é irrelevante à determinação de quando morreu. A autópsia mostrou que Senna sofreu fraturas múltiplas na base do crânio, esmagando a testa e rompendo a artéria temporal com hemorragia nas vias respiratórias. É possível reanimar uma pessoa depois que o coração para de bater com os procedimentos cardiorrespiratórios. No caso de Ayrton, há um ponto sutil: as medidas da ressuscitação foram executadas. Ainda sob o ponto de vista ético isto pode bem ser condenado, porque as medidas não foram em benefício do paciente, mas um pouco porque serviriam ao interesse comercial da organização. A ressuscitação ocorreu de fato, com a traqueostomia e quando a atividade do coração foi restaurada com o auxílio dos procedimentos cardiorrespiratórios. A atitude na pergunta era certamente controversa. Qualquer médico saberia que não havia nenhuma possibilidade de sucesso em restaurar a vida na circunstância em que o Senna tinha sido encontrado. | ” |

O professor José Pratas Vital, diretor do Hospital de Egas Moniz em Lisboa, um neurocirurgião e chefe da equipe médica no GP português, oferece uma opinião diferente:
| “ | As pessoas que conduziram a autópsia indicam que, na evidência de seus ferimentos, o Senna estava morto. Mas eles não poderiam dizer isso. Ele realmente teve os ferimentos que o conduziram à morte, mas nesse ponto o coração pode ainda ter funcionado. Os médicos que atendem a uma pessoa ferida, e que percebem que o coração ainda está batendo, têm apenas duas atitudes a tomar: uma é assegurar-se de que as vias respiratórias do paciente permaneçam livres, o que significa que ele pode respirar. No caso de Senna, eles realizaram uma traqueostomia, liberando as vias respiratórias. Com oxigênio e a batida do coração, passamos à segunda atitude: a perda de sangue. Estas são as etapas a ser seguidas em todo caso envolvendo ferimento sério, se na rua ou em uma pista. A equipe de salvamento não pode pensar de nada mais nesse momento exceto imobilizar a coluna cervical do paciente. Então a pessoa ferida deve ser levada imediatamente à unidade de cuidados intensivos do hospital o mais próximo. | ” |

Rogério Morais Martins:
| “ | De acordo com o primeiro boletim clínico emitido pela Dra. Maria Teresa Fiandri às 16:30, o paciente Ayrton Senna teve dano de cérebro com choque hemorrágico e encontrava-se em coma profundo. Entretanto, a equipe de médica não notou nenhuma ferida na caixa torácica ou no abdômen. A hemorragia foi causada pela ruptura da artéria temporal. O neurocirurgião que examinou o Senna no hospital mencionou que as circunstâncias não exigiam uma cirurgia porque a ferida foi generalizada no crânio. Às 18:05, a Dra. Fiandri leu um outro comunicado, com a voz agitada, anunciando que Senna estava morto. Nesse momento ele ainda estava ligado aos equipamentos que mantiveram sua pulsação. A liberação pelas autoridades italianas dos resultados da autópsia de Senna que revelaram que o piloto tinha morrido instantaneamente durante a corrida em Imola, inflamou ainda mais controvérsia. Agora havia perguntas a serem respondidas pelo diretor da corrida e pelas autoridades médicas. Embora os porta-vozes do hospital indicassem que Senna ainda estava respirando na chegada a Bolonha, a autópsia em Roland Ratzenberger [que morreu um dia antes] indicou que a morte tinha sido instantânea. Sob a lei italiana, uma morte dentro do circuito exigiria o cancelamento da corrida e toda a área deveria ser mantida intacta para a investigação. | ” |

Estima-se que as forças envolvidas no acidente de Ayrton sugerem uma taxa de desaceleração equivalente a uma queda vertical de 30 metros. A autópsia revelou que o impacto a 200 km/h causou os ferimentos múltiplos na base do crânio, tendo por resultado a insuficiência respiratória. Havia um esmagamento do cérebro (que foi arremessado junto à parede do crânio que causa o edema, a hemorragia e o aumento de pressão intracraniana) junto com a ruptura da artéria temporal que causou a hemorragia nas vias respiratórias e a consequente parada cardíaca.
Quanto à possibilidade de os pilotos estarem ainda vivos quando foram postos nos helicópteros que os levaram ao hospital, os experts acreditam que os organizadores da corrida atrasaram o anúncio das mortes a fim de evitar o cancelamento e assim proteger seus interesses financeiros. A Sagis, organização que administra o circuito de Ímola, chegou a cancelar a prova mesmo com um prejuízo estimado em US$ 6,5 milhões. A FIA desmente essa informação.

### Teorias alternativas e conspiratórias
O ex-piloto de Fórmula 1 Nelson Piquet disse que Senna estava sobre pressão, sofrimento e stress emocional em seus últimos dias. Em 1994, Senna estava namorando a modelo Adriane Galisteu por quase um ano. No fim de semana do GP, ela estava em Portugal e sua antiga namorada, Xuxa, foi até Imola tentar quebrar o relacionamento de Senna com Adriane e convencê-lo a voltar para ela. A fita-cassete dada a Senna por seu irmão Leonardo dias antes do acidente supostamente continha uma conversa de Adriane com seu ex-namorado. Isto, mais o acidente de Rubens Barrichello e a morte de Roland Ratzenberger poderiam ter estressado Senna, como visto em sua última aparição no grid, minutos antes do acidente. O ex-piloto Alain Prost disse no documentário Senna que havia algo de errado com Senna quando se viram duas semanas antes e no GP. Teorias sobre um possível suicídio também surgiram na imprensa internacional.
Ao longo dos anos a morte de Ayrton Senna foi sendo alvo de algumas teorias conspiratórias, entre elas podemos destacar; que a Williams pilotada por Senna teria sido sabotada a mando da FIA. Em 2015 começou a propagar pela Internet a teoria de que Ayrton Senna tinha sido assassinado com um tiro. Outra teoria afirma que o brasileiro teria sofrido um desmaio ou um colapso como um infarto. Além dessas, outras teorias como a que o piloto teria se suicidado ou até mesmo que ele não teria morrido, são as principais histórias criadas em torno do assunto.

### Seguro de Vida
Ayrton tinha uma apólice de seguro de vida, imposição da FIA, paga pelo piloto na Inglaterra. O seguro contratado por Senna foi no valor de 35 milhões de dólares e previa indenização por morte, invalidez, acidentes pessoais, sequestro e lucros cessantes (prejuízos causados pela interrupção de atividade profissional). A indenização a ser paga para a família, girava em torno de 100 a 145 milhões de dólares, segundo especialistas ouvidos na época.

## Repercussão no Brasil
Quando a morte de Ayrton foi declarada oficialmente pela equipe médica do "Hospital Maggiore" de Bolonha, os plantões de notícias das principais emissoras do Brasil anunciaram o fato. Tanto a Globo, como o SBT, a Record, a Bandeirantes e a Manchete, interromperam a suas respectivas programações para informar a morte do tricampeão mundial.
No dia de sua morte, no clássico entre Palmeiras e São Paulo pelo Campeonato Paulista, foi respeitado um minuto de silêncio, além de uma homenagem ao piloto no placar do estádio do Morumbi. As torcidas de ambos os times gritavam; "Ole, ole, ole, ole, Senna, Senna". Já no clássico carioca, entre Vasco e Flamengo, pelo torneio estadual, houve igualmente um minuto de silêncio e gritos das torcidas em homenagem ao piloto. Igualmente no clássico mineiro, entre Atlético e Cruzeiro, houve homenagens por parte de ambas as torcidas.
No Brasil, todas as emissoras transmitiram o cortejo e velório do piloto. Somadas todas as emissoras, o Ibope marcou uma marca histórica de 73 pontos em São Paulo no dia de seu enterro, número semelhante ao dia anterior, quando da chegada de seu corpo.
Compareceram ao velório do piloto várias autoridades, entre outras, o presidente da República Itamar Franco, o governador de São Paulo Luís Antônio Fleury Filho, o prefeito da cidade de São Paulo Paulo Maluf e o ex-governador do Rio Grande do Sul e Rio de Janeiro, Leonel Brizola.
O SBT adiou em uma semana a estreia da telenovela Éramos Seis por causa da morte de Ayrton Senna. Prevista para ser lançada em 2 de maio, a produção do canal de Silvio Santos estreou somente no dia 9. No horário inicialmente anunciado para a estreia, Irene Ravache deu um depoimento dizendo que a novela não poderia ir ao ar num momento tão triste para a população brasileira.

## Repercussão mundial
Em 1º de maio, a etapa da Nascar, Winston Select 500, é realizada, e durante a transmissão pela ESPN americana, a notícia da morte de Ayrton é divulgada em várias ocasiões. Uma homenagem ao brasileiro é exibida pelo canal durante a prova.
A sua morte repercutiu no mundo inteiro, sendo capa de diversas publicações, desde revistas até jornais. A revista Time, em sua versão internacional, estampou Senna na capa com o título; "The Last Lap". Já na versão americana da revista, uma reportagem, com o mesmo título, foi destaque na publicação. Entre os jornais, o suíço Le Matin publicou em sua capa o seguinte título; "Magic Senna para sempre". O El País da Espanha, igualmente noticiou a morte do piloto em sua capa. Já o Daily Mail da Inglaterra estampou em sua capa o título; "A morte do Campeão". O francês Libération escreveu; "Fórmula 1, morte na curva". Na Alemanha, o Bild também destacou em sua primeira página o acontecido em Ímola. Nos Estados Unidos, o The New York Times, bem como o "Sports Monday", igualmente noticiaram a morte de Senna em sua capa. Pela televisão, o seu funeral foi transmitido para o mundo todo através da rede CNN e pela Eurosport e Eurovision, especificamente para a Europa. No Japão, os principais jornais do país deram grande atenção ao assunto, sendo capa em boa parte dos periódicos japoneses. Repórteres que transmitiam o Grande Prêmio de San Marino pela televisão japonesa, choraram ao anunciar a morte do piloto brasileiro.
Cerca de 2000 jornalistas do mundo inteiro, incluídos brasileiros, foram credenciados para cobrir o velório e o enterro do piloto tricampeão mundial.
Os presidentes da Argentina, Itália e Portugal, dentre outros, mandaram mensagens de pêsames ao Governo Brasileiro.

## Funeral

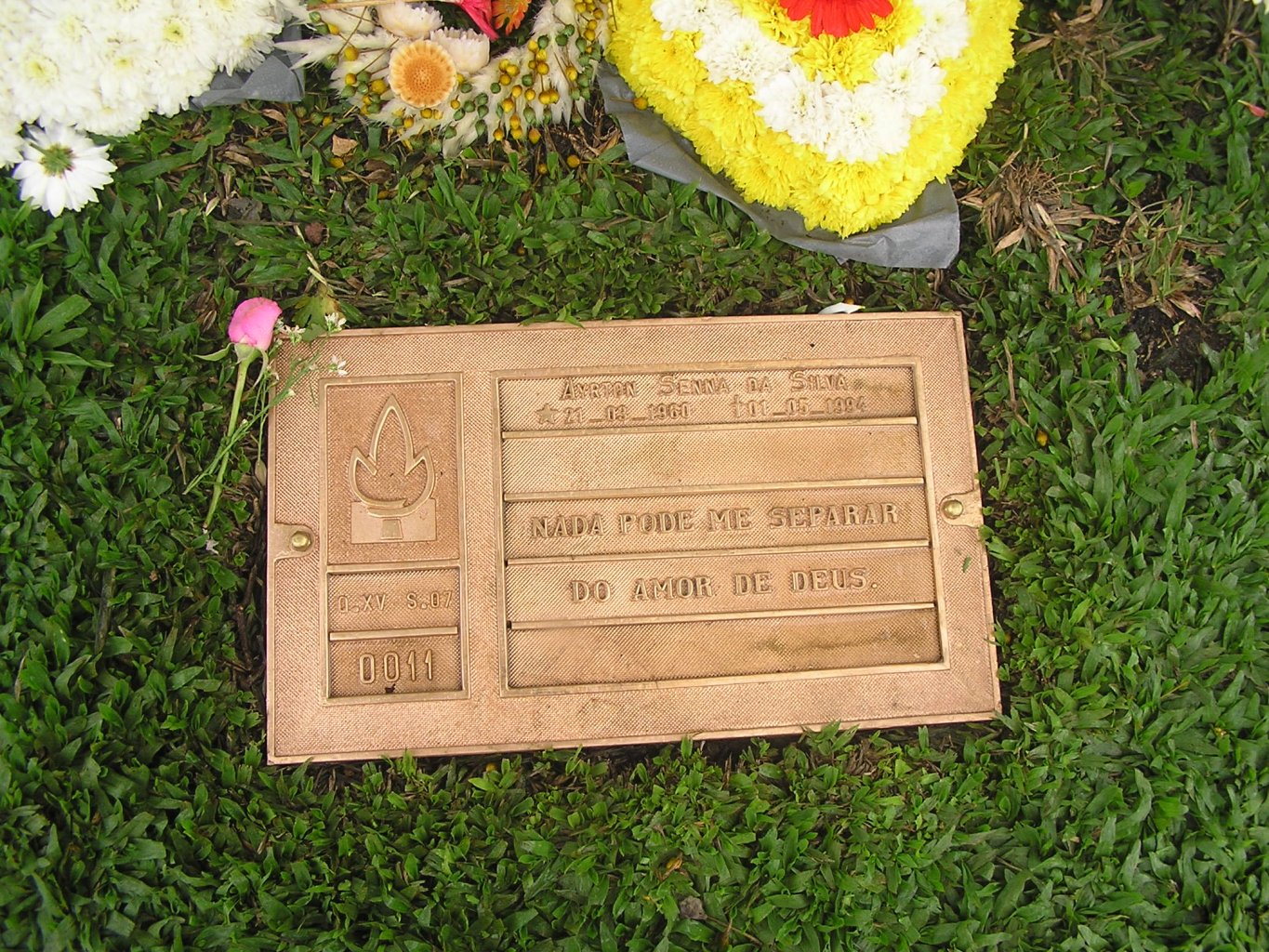
No Cemitério do Morumbi, em São Paulo, a sepultura de Ayrton Senna. Nada pode me separar do amor de Deus.

A morte do piloto foi considerada pelos brasileiros como uma tragédia nacional e o governo brasileiro declarou três dias de luto oficial. O governo brasileiro também lhe concedeu honras de chefe de Estado, com a característica salva de tiros. Entre o cortejo do caixão com o corpo do piloto desde o Aeroporto de Guarulhos até a Assembleia Legislativa, o velório, que durou aproximadamente 24 horas, e o cortejo final desde a Assembleia até o Cemitério do Morumbi, aproximadamente dois milhões de pessoas estiveram presentes. O corpo de Senna foi sepultado no jazigo 11, quadra 15, setor 7, do Cemitério do Morumbi, em São Paulo na quinta-feira dia 5 de maio.
A maioria dos pilotos de Fórmula 1 esteve presente no funeral de Senna. Porém o então presidente da FIA, Max Mosley, não compareceu, alegando que estava nos funerais de Ratzenberger no dia 7 de maio, em Salzburgo, na Áustria. Mosley disse à imprensa, dez anos depois: "Fui a esse funeral porque todos estavam no de Senna. Achei que era importante alguém ir a esse".
Várias coroas de flores foram entregues na Assembleia Legislativa de São Paulo durante o velório do corpo do tricampeão mundial. O presidente Itamar Franco, a Shell, os fã-clubes de Ayrton na Irlanda do Norte e França, a Honda Motors, o Banco Nacional, as equipes Williams e McLaren, além de Pirelli, Audi, Autolatina e Volkswagen foram algumas das personalidades e empresas que enviaram coroas. Até países como Cuba, que não tinha nenhuma tradição no automobilismo, além de sofrer com uma grave crise econômica, enviou uma coroa de flores em respeito a memória de Senna.

## Legado

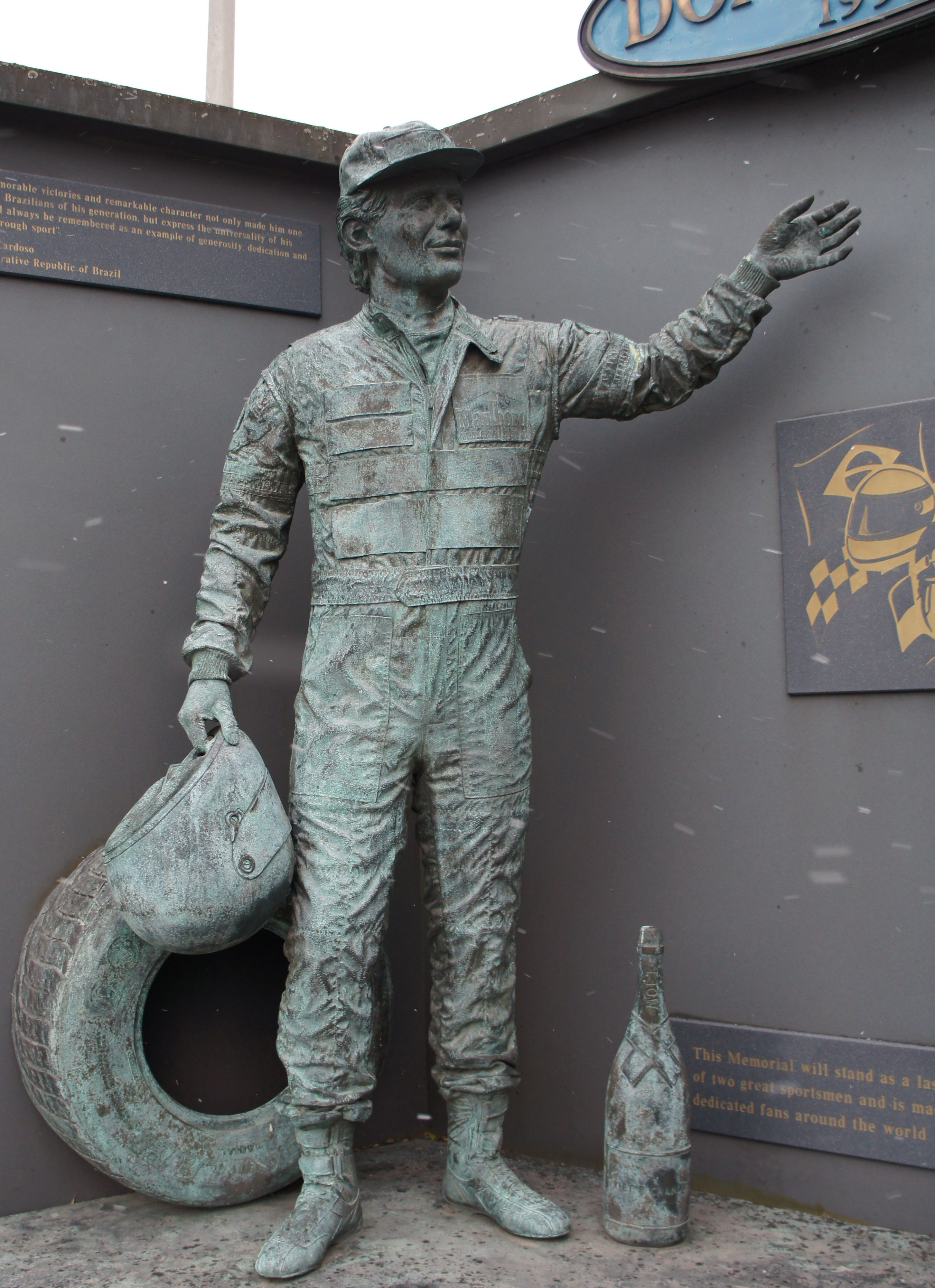
Memorial no local do Grande Prêmio da Europa de 1993, em Donington Park.

A reforma do autódromo de Interlagos em 1990 teve uma mudança radical no traçado, foi proposta para seguir as regras de limites de distância de um circuito da FIA, e uma grande curva inclinada foi sugerida para ligar a reta dos boxes à curva do sol. Ayrton propôs um "S" que ligasse as duas retas, daí o nome de "S do Senna", pelo design do tricampeão, e não somente uma homenagem dada a ele. Com a morte de Ayrton Senna, novas normas de segurança foram implementadas para a F1. Novas barreiras, curvas redesenhadas, altas medidas de segurança e o próprio cockpit dos pilotos foram mudanças feitas na F1, ligadas diretamente à sua morte. Por exemplo, a curva Tamburello e a curva Villeneuve foram transformadas em chicanes.
Em dezembro de 2009 a revista inglesa Autosport publicou uma matéria onde fez uma eleição para a escolha do melhor piloto de Fórmula 1 de todos os tempos. A revista consultou 217 pilotos que passaram pela categoria, e Ayrton Senna venceu tal votação.
A rede de comunicação estatal britânica, a BBC, elegeu o brasileiro Ayrton Senna como o melhor piloto de Fórmula 1 da história. "Provavelmente nenhum piloto da Fórmula 1 tenha se dedicado mais ao esporte e dado mais de si mesmo em sua rígida busca pelo sucesso. Ele era uma força da natureza, uma combinação incrível de muito talento e, em alguns casos, uma determinação espantosa", aponta o texto publicado no site da BBC.
Senna é considerado o maior ídolo do esporte no Brasil, ganhando inclusive a alcunha de herói nacional por parte da mídia especializada.
No ano 2000, Senna foi postumamente incluído no International Motorsports Hall of Fame.

## Homenagens

### 1994
Na corrida seguinte a Ímola, em Mônaco, a FIA decidiu deixar vazias as duas primeiras posições no grid de largada, e elas foram pintadas com as cores das bandeiras brasileira e austríaca, em homenagem a Senna e Ratzenberger.
A temida curva Eau Rouge, no circuito da Bélgica, foi temporariamente readequada para a corrida de 1994. Na chicane foi escrita uma mensagem em homenagem a Senna.
No dia 1º de maio e nos dias subsequentes, vários especiais de televisão são veiculados em diferentes emissoras brasileiras. Programas como o Globo Repórter e o Placar Eletrônico, da Rede Globo, exibiram episódios especiais sobre a vida e carreira de Ayrton. Bem como, o Aqui Agora, SBT Esporte e Troféu Imprensa, do SBT, Programa de Domingo, da TV Manchete, Mesa Redonda, da TV Gazeta, Globo Esporte, Fantástico, Domingão do Faustão e Criança Esperança, da Rede Globo, Cartão Verde, da TV Cultura e todos os principais telejornais do país exibiram reportagens especiais sobre o piloto. Emissoras como a TV Cultura e o SporTV, produziram programas especiais sobre o tricampeão durante as suas respectivas programações.
No mesmo ano, vários livros são lançados sobre o tricampeão, entre eles: "Ayrton Senna: A Tribute", de Ivan Rendall; "Ayrton Senna: A Tribute", de Christopher Davies; "Ayrton Senna do Brasil", de Francisco Santos; "Remembering Ayrton Senna", de Alan Henry; "Grazie Ayrton, Grazie Campione", de Paolo D'Alessio; "Recordando Ayrton Senna" (Versão em português de "Remembering Ayrton Senna"”).
No dia 4 de maio, dia da chegada do corpo de Ayrton a São Paulo com a realização do cortejo/funeral, a Seleção Brasileira de Futebol realizou, em Florianópolis, o seu último amistoso no Brasil antes da disputa da Copa do Mundo dos Estados Unidos contra a Islândia. A torcida presente mostrava cartazes em homenagem a Senna.
Logo após a disputa de pênaltis na final da Copa do Mundo contra a Itália, que garantiu o quarto título mundial de futebol ao Brasil, os jogadores da Seleção mostraram uma faixa com os dizeres; “Senna... Aceleramos Juntos, o Tetra é Nosso!”.
Ayrton foi homenageado pelos correios do Brasil, com um selo, logo após a sua morte.
No campo musical, vários tributos foram feitos ao brasileiro naquele ano; O músico britânico Chris Rea compôs uma canção em homenagem ao piloto, denominada: "Saudade Part 1 and 2". Em turnê no Brasil, a banda Ramones prestou homenagem a Ayrton Senna. Uma canção de Elymar Santos intitulada, "Guerreiros Não Morrem Jamais", homenageou o brasileiro. Já a dupla sertaneja Leandro & Leonardo lançou em 1994 o disco Leandro & Leonardo Vol. 8 com a canção "Cavaleiro do asfalto", em homenagem a Ayrton Senna. Outra dupla que homenageou o piloto foi Milionário & José Rico, com a canção "Herói da Velocidade", presente no disco "Nasci Para Te Amar".
Já no campo das condecorações, Ayrton foi galardoado em algumas ocasiões; "Grau de Grã-Cruz" da Ordem do Mérito Judiciário do Trabalho, em uma homenagem feita em agosto, a Ordem Nacional do Mérito igualmente no "Grau de Grã-Cruz", entregue pelo Governo Federal e a Ordem do Ipiranga, também no "Grau de Grã-Cruz", pelo governo do estado de São Paulo.
Um álbum de figurinhas intitulado "The Magic Senna" foi publicado na Itália, também em 1994.
O senador Mauro Benevides fez um discurso no plenário do Senado intitulado; "Ayrton Senna: Glória Nacional" em 2 de maio, enaltecendo o piloto brasileiro.
No Grande Prêmio do Japão de 1994 a Fuji TV prestou uma homenagem ao brasileiro antes do começo da transmissão do Grande Prêmio daquele ano. A própria emissora japonesa realizou uma exposição chamada "Senna Forever" que percorreu nove cidades japonesas e teve como parada final o GP em Suzuka.

### Um ano depois
Quando do aniversário de 1 ano da morte do piloto, vários tributos e homenagens foram feitos ao brasileiro. A Casa da Moeda do Brasil lançou duas moedas comemorativas, de dois e vinte reais, feitas respectivamente de prata e ouro.
A Guiné Equatorial lançou um selo em sua memória.
A "Medalha Ayrton Senna" foi criada pela Câmara Municipal de Vitória no Espírito Santo.
No carnaval de 1995, Ayrton Senna recebeu várias homenagens nos desfiles de São Paulo; Leandro de Itaquera - vários componentes da escola, a maioria delas crianças, se vestiram com as cores da equipe Williams de 1994, última equipe do brasileiro na Fórmula 1. O carro da equipe inglesa, assim como o piloto, foram retratados na Avenida em bonecos gigantes. Gaviões da Fiel - um carro alegórico homenageou Ayrton Senna no Sambódromo do Anhembi. Rosas de Ouro - o piloto brasileiro foi representado na comissão de frente da escola com os integrantes usando um capacete alusivo ao tricampeão. No mesmo ano, o bloco carnavalesco “Pavilhão 9” homenageou Senna com o enredo: "Ayrton Senna, nosso eterno campeão".
A "semana Ayrton Senna" de educação e orientação de trânsito foi criada em abril de 1995 pela Prefeitura de São Paulo. A "semana Ayrton Senna" para prevenção de acidentes de trânsito foi instituída em 1995 pelo governo do estado do Rio de Janeiro.
O Corpo de Bombeiros de São Paulo prestou homenagem ao tricampeão mundial com capacete da corporação em alusão ao capacete usado pelo brasileiro na cor amarela. O piloto também foi declarado "Bombeiro Honorário" da corporação.
Foi lançado somente no Japão, o jogo eletrônico para Sega Saturn "Ayrton Senna Personal Talk: Message for the Future".
O álbum de figurinhas, "Senninha e Sua Turma", também foi lançado em 1995 no Brasil.
Durante o primeiro ano após a sua morte, a família Senna recebeu cartas de diversos países do mundo, incluindo nações onde a Fórmula 1 não é transmitida, provocando assim um desconhecimento quase que total do esporte, como por exemplo Afeganistão e Letônia, além de outros como o Japão, com 160 quilos de cartas, recebidas cerca de três semanas antes do 1º de maio de 1995.
A "Torcida Ayrton Senna" (TAS) realizou uma série de eventos para lembrar a memória de Ayrton, entre eles um show com o cantor Elymar Santos no Memorial da América Latina.
Em 21 de maio de 1995 nascia Raoul Ayrton Meyer Jr, filho de Brigitte Nielsen com Raoul Meyer. Raoul Meyer era amigo de Ayrton e homenageou o piloto brasileiro colocando o seu nome no filho.